# Station Rostarzewo
Station Rostarzewo is een spoorwegstation in de Poolse plaats Rostarzewo.